# Introduction (film)
Introduction (인트로덕션?, InteurodeoksyeonLR) è un film del 2021 diretto da Hong Sang-soo.

## Riconoscimenti
- 2021 - Festival di Berlino
  - Orso d'argento per la migliore sceneggiatura a Hong Sang-soo